# جوزيف بورتون
جوزيف بورتون (10 ديسمبر 1873 في المملكة المتحدة - 25 يناير 1940)  (بالإنجليزية: Joseph Burton)‏ هو لاعب كريكت بريطاني وبريطاني (وحمل سابقاً جنسية المملكة المتحدة لبريطانيا العظمى وأيرلندا). لعب مع نادي مقاطعة ديربيشاير للكريكت ‏.